# Graduat
Das Graduat ist ein ursprünglich staatlicher, später akademischer Grad, der an belgischen Hochschulen (niederländisch hogescholen, französisch hautes écoles), Kunsthochschulen (niederländisch kunsthogescholen, französisch écoles supérieures des arts) und der staatlichen Marinehochschule HZS/ESN, die die Offiziere der Handelsmarine ausbildet, nach einem drei- bis vierjährigen beruflich oder künstlerisch ausgerichteten Studium in pädagogischen, sozialpädagogischen, alternativmedizinischen, wirtschaftswissenschaftlichen, agronomischen, technischen, künstlerischen und maritimen Fachbereichen verliehen wurde. Absolventen führen den Grad Gegradueerde (niederländisch) bzw. Gradué(e) en... (französisch) mit der jeweiligen Studiengangsbezeichnung. Obwohl es sich um einen nicht-universitären akademischen Grad handelt, haben Absolventen direkten Zugang zu universitären Masterstudiengängen gleicher Fachrichtung. Das Graduat wurde mittlerweile im Zuge des Bologna-Prozesses von dem neugeschaffenen Bachelorgrad abgelöst. Die alten akademischen Grade des Typs Graduat werden gesetzlich den entsprechenden Bachelorgraden zugeordnet und sind diesen gleichgestellt. 
Gradué, Gradué principal und Premier Gradué sind im französischsprachigen Teil Belgiens auch Amtsbezeichnungen für Verwaltungsbeamte des Niveau B (entsprechend dem gehobenen Dienst). 
In Frankreich existiert auch der Grad Gradué en Ingénierie, der von Polytechnischen Hochschulen nach einem 4-jährigen universitären Studium verliehen wird.